# Dacampia
Dacampia är ett släkte av svampar som beskrevs av Abramo Bartolommeo Massalongo. Dacampia ingår i familjen Dacampiaceae, klassen Dothideomycetes, divisionen sporsäcksvampar och riket svampar.
Kladogram enligt Dyntaxa:
| Dacampia | \| \| Dacampia engeliana \| \| \| \| |
|          | \| \| Dacampia engeliana \| \| \| \| |
|          | Clypeococcum                         |
|          |                                      |
|          | Didymocyrtis                         |
|          |                                      |
|          | Eopyrenula                           |
|          |                                      |
|          | Pyrenidium                           |
|          |                                      |
|          | Weddellomyces                        |
|          |                                      |
|          | Dacampia engeliana                   |
|          |                                      |

|  | Dacampia engeliana |
|  |                    |